# إسماعيل لطفي
إسماعيل لطفي فطاني أو إسماعيل لطفي جافاكيا (كاملًا: إسماعيل لطفي بن الشيخ عبد الرحمن جافاكيا) مؤلف، ورئيس جامعة جالا الإسلامية بتايلاند، وعضو المجلس التأسيسي لرابطة العالم الإسلامي بتايلاند، وشيخ مجلس العلم بمسجد عباد الرحمن بفطاني. وعضو مجلس الشورى بتايلند ورئيس مجلس التعاون بين الأديان في تايلاند.
له عدد من المؤلفات المطبوعة في عدد من المجالات الشرعية ومنها: اختلاف الدارين وأثره في أحكام المناكحات والمعاملات (دكتوراه) .

## مؤلفات
- 2007 – أربعون نصيحة للأسرة المسلمة السعيدة[5]

- 2015 – وكذلك جعلناكم أمة وسطا[6]
- 2012 –أحكام المرضى في الشريعة الإسلامية
- 2011 – نحو بناء خير أمة
- 2011 – إن هذه أمتكم أمة واحدة